# Mjassischtschew M-50
Die Mjassischtschew M-50 (russisch Мясищев М-50, NATO-Codename: Bounder, deutsch Schurke, Lump) war ein sowjetischer, atomwaffentragender Überschallbomber aus den 1950er Jahren. Es kam nicht zur Serienproduktion, lediglich ein flugfähiger Prototyp wurde fertig gestellt.

## Geschichte
Als Gegenpol zur Konstruktion von US-amerikanischen Überschallbombern wie der Convair B-58 Hustler beschloss der sowjetische Ministerrat am 30. Juli 1954 die Entwicklung eines überschallfähigen Langstreckenbombers, der eine Höchstgeschwindigkeit von 1800 km/h, eine Einsatzhöhe von 16.000 m und eine Reichweite von 13.000 km bei fünf Tonnen Waffenlast erreichen sollte. Den Auftrag zur Entwicklung der M-50 erhielt das OKB-23 von Wladimir Mjassischtschew, wobei Jakow Nodelmann zum Chefkonstrukteur ernannt wurde. Der erste Entwurf wurde im Februar 1955 fertiggestellt, und im Dezember 1955 stand die endgültige Konfiguration der Maschine fest. Bis dahin wurden 39 zum Teil exotisch anmutende Entwürfe im Windkanal des ZAGI untersucht, bis man sich entschloss, eine klassische Deltaflügelkonstruktion zu bauen. Die Ganzmetallkonstruktion war für damalige Verhältnisse relativ fortgeschritten und anspruchsvoll.
Am 28. März 1956 wurden jedoch die Anforderungen modifiziert. Nun sollte der Bomber 2000 km/h erreichen und ohne Nachbrenner Überschall fliegen, was unter anderem durch vier RD 16-17 Triebwerke mit je 205,8 kN Schub erreicht werden sollte, die im Flugmotorenwerk Kasan unter der Leitung von Prokopi Subez entwickelt wurden. Eine Attrappe der Maschine wurde am 1. Mai 1956 fertiggestellt und einer Kommission der Luftstreitkräfte unter Leitung von Marschall Wladimir Sudez vorgestellt, welche das Modell vor allem aufgrund der trotz Starthilfsraketen extrem langen Startstrecke von 2800 m ablehnte.
Nach Widerspruch durch den zuständigen Minister Pawel Dementjew beim Chef der Luftstreitkräfte Pawel Schigarew wurden am 19. September 1956 die Anforderungen wieder reduziert und die Erlaubnis für den Bau zweier überarbeiteter Prototypen und eines statischen Erprobungsträgers erteilt. Im August 1958 besuchten Nikita Chruschtschow und Verteidigungsminister Rodion Malinowski das Werk und informierten sich über den Entwicklungsstand.
Der erste Prototyp wurde im Sommer 1959 fertiggestellt und per Schiff auf der Moskwa nach Schukowski transportiert. Der nun als M-50A bezeichnete erste Prototyp der Maschine startete am 27. Oktober 1959 mit dem Werkspiloten Nikolai Gorjanow und dem Testpiloten Anatoli Lipko an Bord zu seinem 35-minütigen Erstflug. Da die Entwicklung der RD-16-17-Triebwerke weit hinter ihrem Zeitplan zurücklag, war dieser mit zwei von Wladimir Dobrynin entwickelten WD-7-Triebwerken mit 107,8 kN Schub und zwei WD-7A ausgestattet und sollte für die Erprobung der Konstruktion und der Handhabung eingesetzt werden. Da die Zulieferfirmen mit der Herstellung von neuen leichteren und kompakteren Komponenten im Bereich Treibstoff-, Hydraulik-, Navigations- , Flugsteuerungssystemen etc. im Verzug waren, wurden in der M-50A noch viele Komponenten der 3M Version der Mjassischtschew M-4 verbaut. Bei der M-50A wurden nicht alle vorgesehenen Flügel und Rumpftanks aus Material- und Zeitmangel verbaut, somit war die Treibstoffkapazität geringer als für den Einsatz erforderlich. Auch wurde keine Betankungssonde verbaut und obwohl der Bombenschacht voll funktionsfähig war, fehlten die Waffeneinsatzsysteme, da dieser erste Prototyp nur für Flugversuche vorgesehen war. Am 12. Mai 1960 kollidierte die Maschine beim Rollen mit einem Bomber 3ME, dessen Bordfunker dabei getötet wurde. Im Laufe der Erprobung wurden die inneren Triebwerke noch durch stärkere WD-7MA mit 156,8 kN Schub ersetzt, bevor das Programm im Oktober 1960 nach 18 Starts ein abruptes Ende nahm. Das OKB-23 wurde aufgelöst und dem OKB-52 unter Wladimir Tschelomej eingegliedert, während Wladimir Mjassischtschew zum Direktor des ZAGI ernannt wurde. Der flugfertige Prototyp der M-52 wurde auf einer Stellfläche in Schukowski abgestellt. Im Mai 1961 wurde beschlossen, die M-50A auf der Luftparade in Tuschino zu präsentieren, und so wurde sie von einem Team unter Nodelmann wieder flugfähig gemacht. Im Laufe der Erprobung erhielt die Maschine das taktische Kennzeichen blau 023. Aus Angst das der Westen aufgrund dieses Kennzeichen Rückschlüsse auf das OKB-23 ziehen könnte wurde das Kennzeichen für die Tuschino-Luftparade 1961 in blau 05 geändert. Bei ihrem letzten Flug bei der Parade am 9. Juli 1961 trug sie die taktische Nummer blau 12, was der Welt wohl eine einsatzfähige Flotte vortäuschen sollte. Am 30. Oktober 1968 wurde das Flugzeug in das Museum der Luftstreitkräfte nach Monino gebracht. Der 2. Prototyp, mit der Bezeichnung M-50B verfügte über die Luftbetankungssonde, alle internen Tanks, einige der für die M-50 entwickelten Systeme und die etwas stärkeren Triebwerke. Bei Beendigung des Projekts M-50 war die M-50B noch nicht komplett fertiggestellt (zum Beispiel fehlten noch immer die Triebwerke) und wurde später vollständig verschrottet.
Von der Serienversion M-50 wurden erst einige Bauteile für die ersten paar Maschinen hergestellt, es entstand aber noch kein Zusammenbau eines Serienflugzeuges.

## Konstruktion
Da die M-50 mit permanentem Überschallflug (im Gegensatz zur z. B. Tu-22 oder B-58, die lediglich im Zielgebiet Überschall flogen) eine nukleare Freifallbombe aus der Sowjetunion bis in die USA bringen sollte und wieder zurück in sowjetisch kontrolliertes Gebiet zurückkehren sollte, entstand ein Problem mit der geforderten Reichweite. Dieses Problem wurde durch mehrere kumulierende Maßnahmen gelöst. Die M-50 sollte je einen abwerfbaren Zusatztank unter den Flügeln haben. Damit das vollgetankte Flugzeug mit Zusatztanks und Waffenlast innerhalb einer brauchbareren Startstrecke abheben kann, können zwei JATO Raketen am Rumpf angebracht werden. Auf dem Hinweg und auf dem Rückweg sollte jeweils eine Luftbetankung durchgeführt werden von einem Tankflugzeug, das auf der Grundkonstruktion der M-50 basiert; dies während beide Flugzeuge Überschall fliegen. Es wurde sehr auf Gewichtsreduzierung geachtet, deswegen wurde auf einen Heckstand verzichtet. Es waren nur Düppelwerfer, ECM, Jammer und Warnsensoren vorgesehen und keine Defensivbewaffnung. Die M-50 sollte einen großen Automatisierungsgrad haben, so dass nur zwei Besatzungsmitglieder in Tandemanordnung mit nach unten feuernden Schleudersitzen nötig waren. Die Flugsteuerung war als redundante FBW-Steuerung und automatischer Treibstofftanktrimmung ausgelegt.
Um die Startmasse zu erhöhen, wurden zum Teil exotische Ideen vorgeschlagen, die nicht umgesetzt wurden: Ein Start auf einem 4-achsigen Hochgeschwindigkeits-LKW, auf einem Trimaran (je nach Version ein Tragflügeltrimaran), mit abwerfbarem Schwimmer mit eingebauten JATO-Raketen, eine mit JATO Raketen ausgerüstete Startplattform auf Schienen oder Huckepack auf einem für die M-50 konstruierten Startflugzeug. All diese Vorschläge wurden nicht weiterverfolgt. Ernsthaft in Erwägung gezogen wurde das ZELL zero-length launch Konzept, wobei die M-50 mit einer abwerfbaren Schubrakete am Heck und Schräg vertikalen Schubraketen am Rumpf unter den Flügeln mithilfe einer hydraulisch angetriebenen Vorrichtung aus dem Stand heraus in die Luft gebracht werden sollte.
Die M-50 wurde von vier Solowjew-Triebwerken mit je 13.000 kp Schub angetrieben, von denen zwei unter den Flügeln und zwei an den Flügelspitzen der Deltaflügel angebracht waren. Die Deltaflügel mit 57° Pfeilung am Rumpf und 54° in der Nähe der Flügelspitze waren in Schulterposition angebracht, wohingegen das Seitenleitwerk konventionell ausgelegt war. Das Fahrwerk bestand aus zwei hintereinander liegenden vierrädrigen Hauptfahrwerken und zwei jeweils doppelt bereiften Stützfahrwerken an den Flügelenden. Das Bugfahrwerk konnte wie bei der M-4 Bison beim Startvorgang mittels Hydraulik die hintere Achse herunterpressen, so dass ein Höherer Anstellwinkel für das Abheben erreicht wurde. Dieses Verfahren wurde mit einer Tu-16 mit temporär modifiziertem Bugrad erprobt. Alle Räder des Hauptfahrwerks waren mit Bremsen und einer Bremskufe versehen. Beim Bugfahrwerk waren die vorderen Räder ungebremst und steuerbar, die hinteren Räder starr und mit Bremsen versehen, auch das Bugfahrwerk verfügte über eine Bremskufe. Für den Start mit voller Waffenzuladung und maximaler Tankfüllung war ein zusätzliches 2-achsiges abwerfbares Fahrwerk unter dem Bombenschacht vorgesehen, dies wurde mit der M-50A aber nie erprobt. Im unteren Teil des Hecks sind drei Bremsschirme untergebracht. Es kam erstmals in einem sowjetischen Flugzeug ein Autopilot ABSU-50 und ein automatisches System zur Steuerung des Schwerpunktes durch Umpumpen von Kraftstoff beim Übergang zum Überschallflug zum Einsatz. Als Funkanlagen standen eine Station Planeta, die Kommandostation RSIU-3M und als Notfunkgerät ein Kerd-S zur Verfügung. Daneben bestand die Avionik aus den Funkhöhenmessern RW-5 und RW-25, dem Navigationskomplex KSB-1, dem Freund-Feind-Kennungsgerät SRO-2, dem Heckwarngerät Sirena-2 und einem System zur Überwachung der Triebwerke.

## Bewaffnung
Für die Bewaffnung war im Rumpf mit 2,95 m Durchmesser ein 12 m langer Waffenschacht eingebaut. Der Waffenschacht sollte neben den gängigen Bomben und Raketen auch die Abstandswaffen M-45B aus dem OKB-23 mit einer Reichweite von 2.500 km sowie M-59 und M-61 mit 1.000 km Reichweite Platz bieten.
Als primäre Waffe war eine thermonukleare Freifallbombe im Bombenschacht sowie zwei Markierungsbomben in einem kleinen Bombenschacht vor dem Bugfahrwerk vorgesehen. Im Bombenschacht konnten auch eine konventionelle FAB-3000M54- oder FAB-5000M54-Bombe untergebracht werden. Ohne eine Bombe im Bombenschacht mit abgeänderten Bombenklappen wäre ein halb versenkter Mjassischtschew-M-44-Marschflugkörper mitgeführt worden. Der M-44 war ein Entwurf des Mjassischtschew OKB für ein überschallschnellen, nuklearbestückten Marschflugkörper mit zwei Turbojets an seinen Flügelenden und einem Zielradar. Das Projekt M-44 wurde jedoch abgebrochen und man zog die Ch-22 vor. Als das OKB-256 von Zybin in das OKB-23 von Mjassischtschew integriert wurde, erwog man, eine mit einer Nuklearwaffe bestückte Zybin RS oder deren Aufklärerversion Zybin RSR auf dem Rumpfrücken zu transportieren.

## Technische Daten M-50A

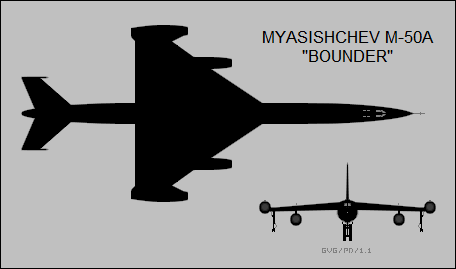
Zweiseitenriss M-50A

| Kenngröße             | Daten                               |
| --------------------- | ----------------------------------- |
| Besatzung             | 2                                   |
| Länge                 | 57,58 m                             |
| Spannweite            | 35,10 m                             |
| Höhe                  | 8,25 m                              |
| Flügelfläche          | 290,6 m²                            |
| Flügelstreckung       | 4,2                                 |
| Leermasse             | 85 t                                |
| Startmasse            | 115 t (max. geplant 200 t für M-52) |
| Nutzlast              | 30 t                                |
| Höchstgeschwindigkeit | 1.050 km/h (geplant 1.950 km/h)     |
| Dienstgipfelhöhe      | 11.000 m (geplant 20.000 m)         |
| Reichweite            | max. 3.150 km (geplant 6.000 km)    |

## Versionen
- M-50A

Erster Prototyp und erste Statikzelle. Die M-50A war das einzige Flugzeug dieses Bomberprogramms, das fertig gebaut wurde und Flüge absolvierte.
- M-50B

Zweiter Prototyp, bei dem schon mehr Komponenten der Serienversion verbaut waren. Das Flugzeug wurde fast fertig gestellt, aber nach Auflösung des OKB-23 verschrottet.
- M-50

Serienversion des Bombers. Nur einzelne Bauteile wurden hergestellt.
- M-50-Tanker

Der Tanker sollte bei Überschallgeschwindigkeit die M-50-Bomber betanken. Die Betankungsvorrichtung erinnerte stark an die französischen C-135FR-Tanker, in denen ein Boomoperator im unteren Bereich des Hecks einen Boom mit einem Schlauchtrichter am Ende bedient. Der obere Teil des Rumpfes der Tankerversion hat einen größeren Durchmesser als beim Bomber und verfügt über eine Tür und vier Notausgänge. Somit ist das Flugzeug auch für Personen und/oder Stückguttransport verwendbar.
- M-50LL

Die M-50LL war ein Vorschlag für ein Testflugzeug, mit dem die Möglichkeit eines Atomreaktors in einem Flugzeug erforscht werden sollte. Es sollte lediglich der Schutz vor Strahlung und die Bedienung des Reaktors getestet werden. Ein Antrieb durch den Reaktor war in diesem Flugzeug nicht vorgesehen. Dafür wäre der Rumpfdurchmesser nach dem Cockpit vergrößert und Strahlungsschutz eingebaut worden. Das Projekt wurde nicht umgesetzt, da mit der Tu-95 schon ein bewährtes Flugzeug zur Verfügung stand, dessen Ein- und Ausbau des Reaktors durch die Auslegung mit Dreibeinfahrwerk und Freiraum zwischen dem Boden und dem Bombenschacht weitaus größer ist als bei der M-50LL. Daher wurde die Tu-95LAL mit dem Versuchsreaktor versehen. Nichtsdestotrotz fand die Idee der M-50LL ihren Weg in den Westen und bei Kenntnisnahme der M-50A spekulierten einige westlichen Medien darüber, ob die M-50A nuklear angetrieben werde.
- M-51

Die M-51 war ein Projekt eines Interkontinentalen Marschflugkörpers auf Basis der M-50. Faktisch sollte der Besatzungsraum durch eine autonomes Steuerungssystem (Semlja-System der W-350 Burja-Rakete) ersetzt werden, anstelle des Bombenschachts sollte eine thermonukleare 50 Megatonnenbombe vom Typ 202, AN602 (Zarbombe) oder 222 eingebaut werden können. Mit den weitaus einfacheren Interkontinentalraketen wurde die M-51 obsolet.
- M-60

Die M-60 war die Weiterentwicklung der M-50LL. Bei der M-60 befand sich die Besatzung in einem geschlossenen Cockpit im Rumpf hinter dem Hauptfahrwerk und hatte nur Instrumente und Kameras zur Orientierung. Nebst den vier konventionellen Triebwerken im Bug war ein nuklear betriebenes Strahltriebwerk mit Wärmetauscher, das durch einen kegelförmigen Lufteinlass (wie z. B. bei der MiG-21) versorgt wird und dessen Austritt sich unter dem Rumpf vor dem Bugfahrwerk befindet, vorgesehen. Das Konzept wurde nicht weiterverfolgt.
- M-50 SST

Die M-50 SST war eine Passagierversion des M-50-Bombers. Sie war eine logische Konsequenz aus der zu dieser Zeit in der UdSSR üblichen Entwicklung, auf Basis von Militärflugzeugen zivile Ausführungen zu erstellen, wie z. B. Tu-16 zu Tu-104, An-12 zu An-10 oder Tu-95 zu Tu-114. Bei der M-50SST wäre der Rumpfdurchmesser größer ausgefallen. Es wurde ein Tiefdecker mit Flügeltorsionskasten im unteren Bereich des Frachtraumes vorgeschlagen, mal mit dem Tandemcockpit wie beim Bomber und mal mit konventionellem Cockpit, wo Pilot & Copilot nebeneinander sitzen, sowie ein Mitteldecker mit Flügeltorsionsbox unter der Passagierkabine. Mit Beendigung des M-50-Programmes und Aufnahme der Entwicklung der M-52 wurde diese Passagierversion zugunsten des M-52SST nicht weiterverfolgt.
- M-50 SSBJ (Supersonic Business Jet)

Mit der Integration seines OKB in das von Mjassischtschew entwarf Pawel Zybin ein Überschallpassagierflugzeug, das erheblich kleiner, aber von der Konstruktion her identisch mit der M-50 war. Der Begriff Business Jet war damals nicht gebräuchlich in der UdSSR, beschreibt den Typ aber passend. Mit Auflösung des Mjassischtschew-OKB endete dieses „private“ Projekt aber.
Ausgehend von der M-50 wurden im Konstruktionsbüro Mjassischtschew weitere Flugzeuge projektiert, die jedoch nie über das Reißbrettstadium hinauskamen; so etwa die M-54, die eine andere Anordnung der Triebwerke erhalten sollte, der strategische Mach-3-Bomber M-56 mit sechs Triebwerken (eine Attrappe gebaut) und dessen zivile Version M-55.

## M-52
Schon während des Baus der M-50A und M-50B und den daraus erfolgten Erkenntnissen sowie der Missionswechsel von einem Freifallbomber über dem Zielgebiet zu einem Träger von Abstandswaffen kristallisierte sich eine neue Flugzeugentwicklung heraus. Dies mündete in einem im Layout der M-50 entsprechendem Flugzeug, das aber im Wesentlichen eine neue Konstruktion war.
Die Neukonstruktion Mjassischtschew M-52 sollte dann die stärkeren Subez-Triebwerke sowie die komplette Serienausrüstung einschließlich einer Luftbetankungsanlage erhalten. Die Triebwerkinstallation der Triebwerke an den Flügelspitzen wurde modifiziert, so dass diese nun an einem Teil des Flügels angebracht waren, der eine negative Pfeilung aufwies. Ein zweites Höhenleitwerk das ausschließlich für die Trimmung bei Start und Landung verwendet wird, zum bestehenden Höhenleitwerk am Hinterrumpf, wurde oben auf der Finne des Seitenleitwerk hinzugefügt. Der Vorderrumpf der M-52 wurde überarbeitet, an Stelle des Tandemcockpits der M-50 mit hintereinanderliegenden Sitzen erhielt die M-52 eine breitere Cockpitsektion mit zwei Pilotensitzen nebeneinander und einem Navigator/Waffenoffizier davor mittig im Bug. Es war vorgesehen, dass die M-52 zwei Langstreckenmarschflugkörper an nach schräg unten abgewinkelten Trägern, die auf der Höhe der Tragflächen auf den Rumpfseiten angeordnet sind, mitführen kann.